# Мельникофф, Стивен
Стивен Мельникофф (англ. Steven Melnikoff, родился 28 ноября 1919 года в Род-Айленде) — сержант Армии США, один из участников Нормандской операции и боёв на Омаха-бич в годы Второй мировой войны.

## Биография
Родился 28 ноября 1919 года в Род-Айленде в семье еврейских иммигрантов c Украины. 4 года работал на верфи в компании Bethlehem Steel, участвовал в строительстве кораблей для нужд ВМС США (в том числе линкора «Массачусетс»). После долгой отсрочки был призван в Армию США в июне 1943 года.
Обучение прошёл в Техасе в течение пяти месяцев, научившись обращению с разными видами оружия от винтовок до 60-мм миномётов. Служил в 29-й пехотной дивизии США, в 175-м пехотном полку. В составе дивизии участвовал в сражениях в Нормандии, 9 июня 1944 года в составе роты C высадился на французском побережье. Участвовал в сражениях за Изиньи-сюр-Мер, Ла-Камб, Сен-Ло и Брест. 17 июня во время сражения за Сен-Ло был ранен в шею и отправлен в Великобританию на лечение, а его рота помогла изгнать немцев из города и занять высоту 108 (в плен к американцам попали много немцев). В том бою погибли его лучший друг, а также его командир в звании первого лейтенанта. После выздоровления участвовал в боях за Вир, сражался дальше во Франции, Бельгии и Нидерландах. В Арденнской операции не участвовал, сражался на реке Рур. За всю войну был ранен трижды пулями и осколками. Войну закончил в звании сержанта на должности командира взвода.
25 апреля 1945 года Стив участвовал во встрече на Эльбе с советскими войсками. После войны работал инженером в Bethlehem Steel, позже переехал в город Коксвилль в штате Мэриленд. Со своей супругой Джойс он прожил 59 лет в браке до её кончины, вырастил троих детей (Стив, Джеффри и Эми); также у него есть шесть внуков и четверо правнуков. Награждён медалями «Бронзовая звезда» (четырежды), «Пурпурное сердце» (дважды), «За безупречную службу» и другими медалями, а также значком боевого пехотинца. Увлекается гольфом: в своём почтенном возрасте, согласно журналу GOLF, он даже проводил партии в Австралии и Франции. Регулярно организует встречи ветеранов и выступает перед молодёжью с мотивационными речами. 29 декабря 2019 года перед матчем клуба по американскому футболу «Балтимор Рэйвенс» получил звание почётного капитана команды.
В 2020 году выразил желание прибыть в Москву и посетить Парад Победы по случаю 75-летия победы СССР в Великой Отечественной войне, отметив вклад СССР в победу над гитлеровской Германией и призвав хранить память об этом.